# Pierre Collet (Schauspieler)
Pierre Collet (* 10. März 1914 in Montrouge, Seine; † 30. Oktober 1977 in Paris) war ein französischer Filmschauspieler. In Filmbesetzungslisten erscheint Collet auch als Pierre Colet.
Collet agierte zwischen 1943 und 1977 in mehr als neunzig Film- und Fernsehrollen, seit den 1960er Jahren zunehmend im Fernsehen. In mehreren international erfolgreichen Filmen, wie z. B. Fantomas (1964), Die Filzlaus (1973) oder French Connection II (1975), bekleidete er meist kleinere Nebenrollen.

## Filmografie (Auswahl)
- 1943: Adieu Léonard
- 1944: Ein Fräulein vom Amt (Service de nuit)
- 1944: Florence ist verrückt (Florence est folle)
- 1957: Hinter blinden Scheiben (Méfiez-vous, fillettes!)
- 1958: Therese Etienne (Thérèse Étienne)
- 1958: Polizeiaktion Dynamit (Échec au porteur)
- 1958: Das Geheimnis der Dame in Weiß (Le désordre et la nuit)
- 1959: Der Sturm bricht los (Le vent se lève)
- 1959: Das Raubtier rechnet ab (Le fauve est lâché)
- 1959: Blonde Fracht und schwarze Teufel (Des femmes disparaissent)
- 1959: Tatort Paris (125, rue Montmartre)
- 1959: Der Gorilla schlägt zu (La valse du gorille)
- 1960: Der Himmel ist schon ausverkauft (Les vieux de la vieille)
- 1960: Gefährliches Pflaster (Terrain vague)
- 1961: Die vor die Hunde gehen (Les honneurs de la guerre)
- 1961: Der Herr mit den Millionen (Le cave se rebiffe)
- 1962: Ein Herr aus besten Kreisen (Le gentleman d'Epsom)
- 1963: Lautlos wie die Nacht (Mélodie en sous-sol)
- 1964: Tagebuch einer Kammerzofe (Le journal d'une femme de chambre)
- 1964: Eddie wieder colt-richtig (Des frissons partout)
- 1964: 100.000 Dollar in der Sonne (Cent mille dollars au soleil)
- 1964: Interpol jagt leichte Mädchen (Requiem pour un caïd)
- 1964: Die Hölle von Algier (L'insoumis)
- 1964: Fantomas (Fantômas)
- 1964: Dünkirchen, 2. Juni 1940 (Week-end à Zuydcoote)
- 1965: Der Himmel brennt (Le ciel sur la tête)
- 1965: Der Mann, der Peter Kürten hieß (Le vampire de Düsseldorf)
- 1966: Mademoiselle
- 1966: Brennt Paris? (Paris brûle-t-il?)
- 1966: Spion zwischen zwei Fronten (Triple Cross)
- 1967: Die Zeit der Kirschen ist vorbei (Le grand dadais)
- 1967: Allô Police (Fernsehserie, 2 Folgen)
- 1968: Der Rächer aus dem Sarg (Sous le signe de Monte-Cristo)
- 1969: Friedhof ohne Kreuze (Une corde, un Colt...)
- 1969: Das Leben, die Liebe, der Tod (La vie, l'amour, la mort)
- 1970: Der aus dem Regen kam (Le passager de la pluie)
- 1970: Ende einer Flucht (Vertige pour un tueur)
- 1970: Vier im roten Kreis (Le cercle rouge)
- 1970: Voyou - Der Gauner (Le voyou)
- 1971: Blutiger Lohn (La part des lions)
- 1971: Der Sträfling und die Witwe (La veuve Couderc)
- 1972: Der Mann aus Marseille (La Scoumoune)
- 1972: Tim und der Haifischsee (Tintin et le lac aux requins) nur Stimme
- 1973: Flucht im Kreis (Le gang des otages)
- 1973: Ich – die Nummer eins (Le silencieux)
- 1973: Die Einladung (L'invitation)
- 1973: Hit!
- 1973: Die Filzlaus (L'emmerdeur)
- 1973: Endstation Schafott (Deux hommes dans la ville)
- 1973: Le Train – Nur ein Hauch von Glück (Le train)
- 1974: Der Mann ohne Gesicht (Nuits rouges)
- 1975: French Connection II
- 1977: Hochzeit im Grünen (Le jour de noces)